# Historia LGBT en Nicaragua
La historia de la comunidad LGBT en Nicaragua ha estado marcada por una serie de momentos clave que reflejan una lucha constante por el reconocimiento y la igualdad de derechos a lo largo de los siglos XIX, XX y XXI.

## Época colonial e independencia
Al igual que en muchas culturas precolombinas, los investigadores han determinado que en los pueblos que habitaban el territorio de la actual Nicaragua la homosexualidad era una conducta que no se consideraba como negativa y que, al contrario, tendía a ser aceptada al ser realizada en contextos ceremoniales.
Una vez iniciada la presencia española en Centroamérica, la persecución a los homosexuales se inició mediante la aplicación de las Leyes de Indias, que abarcaban el Fuero Real de 1255, el Ordenamiento de Alcalá de 1348, las Ordenanzas Reales de Castilla de 1485, las Leyes de Toro de 1505, las Siete Partidas de D. Alfonso X el Sabio y la Pragmática de Medina del Campo publicada por los Reyes Católicos Isabel de Castilla y Fernando de Aragón en 1547; estas dos últimas disposiciones legales fueron las que se utilizaron con mayor frecuencia para castigar la homosexualidad.
Los dos casos conocidos de castigo hacia homosexuales en el territorio que actualmente conforma Nicaragua durante la época colonial son los de Andrés Caballero, quemado en la hoguera en 1536 en León Viejo por el alcalde Diego de Tapia al ser acusado de sodomía, y el de Joseph Manuel Virto y Joseph Gregorio Ibarra (más conocidos como «Los Chepes») en 1786, los que fueron procesados en Rivas por estar "maculados por el pecado nefando contra natura".

## Período poscolonial (1821-1979)
Con la independencia de Nicaragua, alcanzada en 1821, el país comenzó a establecer sus normas legales. La Asamblea Constituyente estableció la sodomía como un delito mediante un decreto del 27 de enero de 1826 que establecía una pena de tres años de cárcel para quienes fueran hallados culpables. La penalización de la sodomía duró aproximadamente once años, ya que el Código Penal de Nicaragua promulgado en 1837 no contemplaba las relaciones homosexuales como delito; sin embargo, se incluía el artículo 351 para castigar «delitos contra la decencia», el cual manifestaba la influencia que aún poseía la Iglesia católica sobre las leyes. Los Códigos Penales de 1879 y 1891 continuaron sin mencionar a la sodomía como delito.
La época del somocismo generó un endurecimiento de las medidas represivas hacia la diversidad sexual: el 16 de enero de 1974 fue aprobado un nuevo Código Penal de Nicaragua, el cual en su artículo 205 penalizaba las relaciones homosexuales. No obstante lo anterior, existieron casos como el de Petronila del Carmen Aguirre Ocampo (1931-1971) —conocida también como «La Caimana»—, quien se casó con Hilda Scott en Managua el 21 de diciembre de 1962 adoptando una identidad masculina y el nombre de Pedro del Carmen Aguirre Ocampo.

## Revolución sandinista y régimen democrático (1979-1999)
Durante la época del Frente Sandinista de Liberación Nacional (FSLN) en el poder, las demandas de la población LGBT no fueron materia de interés para el gobierno. No obstante lo anterior, comienzan a surgir las primeras agrupaciones que buscan representar a la diversidad sexual nicaragüense: el Grupo Inicio, conformado en 1985, es la primera organización abiertamente gay del país, contando entre sus integrantes a Norman Gutiérrez, Joel Zúñiga, Rita Aráuz, Lupita Sequeira, Alfonso González y Marcos Guevara, y que también contó con la colaboración de la Asociación de Mujeres Nicaragüenses Luisa Amanda Espinoza.
La nueva Constitución nicaragüense, promulgada el 9 de enero de 1987, establece en el artículo 72 la inconstitucionalidad del matrimonio igualitario, al instaurar que solo es posible entre un hombre y una mujer. Pocas semanas después, debido a la declaratoria de Estado de Emergencia producto de la agudización del conflicto con los Contras, el 13 de marzo de 1987 el Grupo Inicio fue desarticulado y se prohibieron las actividades de cualquier organización ajena al FSLN. El 19 de julio de 1989, como parte de las celebraciones del décimo aniversario del triunfo de los sandinistas, ocurrió la primera aparición pública de homosexuales y lesbianas en Nicaragua, quienes vistieron camisas negras y triángulos rosa junto con pancartas con textos a favor de la diversidad sexual.
Ya con el fin de la revolución sandinista, nuevamente se evidenciaron retrocesos hacia la población LGBT: el 11 de junio de 1992, la Asamblea Nacional aprobó diversas reformas al Código Penal en relación con delitos de carácter sexual; el artículo 204, en su versión enmendada y que en el código penal de 1974 correspondía al artículo 205, se estableció el delito de sodomía. En septiembre de 1992 entraron en vigencia las nuevas modificaciones del Código Penal, volviendo a criminalizar nuevamente a la homosexualidad en el país.
El retorno a la penalización de la homosexualidad en Nicaragua generó que la coalición "Campaña por una sexualidad libre de prejuicios", compuesta por abogados y activistas lesbianas y gays, presentara ante la Corte Suprema de Justicia un recurso de inconstitucionalidad contra el artículo 204. El recurso incluía argumentos detallados que demostraban cómo el artículo 204 de la revisada Ley de Código Penal violaba 12 artículos de la Constitución nicaragüense, incluyendo aquellos relacionados con el derecho a la privacidad, la libertad de expresión y la no discriminación ante la ley. También se argumenta que al infringir estos artículos, el artículo 204 viola normas internacionales de derechos humanos. Finalmente, en marzo de 1994 la Corte Suprema desestimó el recurso.

## SigloXXI
La llegada del nuevo siglo trajo el surgimiento de diversas agrupaciones LGBT en el país. En 2004 fue fundado el Grupo Safo, la primera organización nicaragüense integrada por mujeres lesbianas, bisexuales y trabajadoras sexuales, en 2005 se realizó en Masaya la primera Marcha del Orgullo LGBT de Nicaragua, y en abril de 2012 el certamen de belleza Miss Nicaragua Gay —que se realizaba de manera errática y con numerosas interrupciones desde los años 1970— se celebró por primera vez en el Teatro Nacional Rubén Darío de Managua.
Para inicios de los años 2000, Belice, Nicaragua y Panamá eran los únicos tres países de la región centroamericana que aun seguían penalizando la homosexualidad. En noviembre de 2007 el gobierno nicaragüense dio a conocer su nuevo Código Penal, el cual entraría en vigor en julio de 2008 y en el que se derogó el artículo 204, despenalizando nuevamente la homosexualidad en Nicaragua.
En los años posteriores a la despenalización de las relaciones homosexuales, Nicaragua tuvo avances con respecto a la defensa de la diversidad sexual. En 2009 fue creada la Procuraduría Especial en Diversidad Sexual, a cargo de María Samira Montiel Sandino, como parte de la Procuraduría para la Defensa de los Derechos Humanos de Nicaragua. En 2001 Nicaragua firmó la "declaración conjunta sobre el fin de los actos de violencia y violaciones de derechos humanos relacionados con la orientación sexual e identidad de género" en las Naciones Unidas, condenando la violencia y la discriminación contra las personas LGBT, y en 2014 la Resolución Ministerial No.671-2014 en el sistema de salud prohibió la discriminación por motivos de orientación sexual, identidad y expresión de género, así como por ser una persona con VIH o ejercer el trabajo sexual en los establecimientos de salud públicos y privados. También establece la obligación de llamar a las personas por el nombre elegido según su vivencia de género, sin prejuicio de la legislación nacional sobre identidad ciudadana.